# Де Бофор, Ливен Фердинанд
Ливен Фердинанд де Бофор (нидерл. Lieven Ferdinand de Beaufort, 23 марта 1879, Ден-Трик, Лёсден ― 11 мая 1968, Амерсфорт) — голландский биолог, который в 1903 году участвовал в экспедиции на север Новой Гвинеи. В 1920-х годах он был директором Зоологического музея искусств в Амстердаме, а затем профессором зоогеографии в Амстердамском университете.
Бофор увековечен в научном названии вида ящериц Sphenomorphus beauforti, которое является синонимом Sphenomorphus schultzei.